# Любезнов, Михаил Иванович
Миха́ил Ива́нович Любе́знов (3 ноября 1947, СССР — 1981, СССР) — советский актёр. Автор слов песни «В семь часов у Никитских ворот».

## Биография
Сын актёра Ивана Любезнова и Валентины Алексеевны Ладыниной (1914—1984), младшей сестры Марины Ладыниной.
В кино Михаил дебютировал в 23 года, сыграв одну из ролей в картине Ричарда Викторова «Переступи порог». Запомнили же зрители Михаила Любезнова по роли Чарли Уэйкема в музыкальной комедии «Здравствуйте, я ваша тётя!»
У Михаила были серьёзные проблемы с алкоголем, и он пытался самостоятельно лечиться с помощью неких таблеток. В результате от действия этих таблеток он и умер. Было ли это сознательное самоубийство или неправильно рассчитанная дозировка — неизвестно.
На стихи Михаила Любезнова композитор Теодор Ефимов написал известную песню «В семь часов у Никитских ворот». Позже Ефимов вспоминал:
Мы с ним познакомились во время прохождения «курса молодого бойца» в Таманской дивизии. Сблизились, стали дружить. Там интересная семейная история. Его папа был женат на Марине Ладыниной, известной актрисе. Но она ушла от него к режиссёру Пырьеву. Тогда Иван Любезнов женился на её младшей сестре, которая и родила ему Мишу. Мама Миши была очень властной женщиной, давила морально на сына. С другой стороны, ему не давали сниматься. Миша работал в Министерстве культуры, и, видимо, это было препятствием. В конце концов, он женился и жена родила ему сына, которого он назвал Ваня в честь отца. К сожалению, Ваня пропал без вести в лихие 90-е. Я уговорил Мишу что-нибудь написать, чтобы получать авторские, поскольку в министерстве он получал сущие гроши. Он много писал юморных стишков и прочего, и вот, в конце концов, разродился стихами этой песни. Я написал музыку и даже исполнял ему под рояль. Но, к сожалению, Миша не услышал свою песню в исполнении ансамбля «Синяя птица». Миша умер в 81-м году. Ему было 33. Он очень плохо себя чувствовал, плохо спал. Принял снотворное, его два дня не могли разбудить. Так и умер… Вот такая судьба.
Похоронен на участке № 56 Ваганьковского кладбища.

## Семья
- сын Иван Любезнов (29.11.1976 — 01.03.2016), похоронен в могиле отца
- падчерица Екатерина Сафонова (1970 — 2000), похоронена в могиле отчима

## Роли в кино
- 1970 — Переступи порог — Андрей Глазунов
- 1972 — Человек на своём месте — студент-специалист
- 1973 — Москва — Кассиопея — сотрудник лаборатории сверхдальней связи
- 1975 — Здравствуйте, я ваша тётя! — Чарли Уэйкем, племянник донны Розы
- 1976 — Заслон. — Капитан милиции. Технический фильм Киноотдела МВД СССР
- 1980 — Адам женится на Еве — таксист